# Suillia umbratica
Suillia umbratica är en tvåvingeart som först beskrevs av Johann Wilhelm Meigen 1838.  Suillia umbratica ingår i släktet Suillia och familjen myllflugor. Inga underarter finns listade i Catalogue of Life.